# Arriva City
ARRIVA CITY s.r.o. je český autobusový dopravce holdingu ARRIVA TRANSPORT ČESKÁ REPUBLIKA a.s. skupiny Arriva, který vznikl k 1. červnu 2017 přejmenováním společností Arriva Praha s.r.o. a současným připojením společnosti Arriva Teplice s.r.o. Ředitelem byl přitom jmenován Martin Bělovský, dosavadní ředitel společnosti Arriva Střední Čechy.

## Provoz
Společnost Arriva Teplice měla jen provozovnu v Teplicích. Ze společnosti Arriva Praha s.r.o. zůstaly u společnosti Arriva City stávající provozovny Praha-Vršovice, Praha-Satalice, Neratovice, Jílové u Prahy, zatímco provozovny Příbram, Sedlčany a Praha-Stodůlky byly převedeny do společnosti Arriva Střední Čechy s.r.o.
Koncem roku 2017 společnost přemístila své garáže a servisní středisko pro městské a příměstské autobusy z Vršovic do areálu u Černokostelecké ulice v Malešicích.
V září 2018 uvádí společnost na své webové stránce, že má více než 500 zaměstnanců a 350 pravidelně provozovaných autobusů a že je rozdělena do pěti provozoven: Praha-Malešice, Praha-Černý Most, Jílové u Prahy, Neratovice a Teplice. Ve zveřejněném prezentačním letáku uvádí 654 zaměstnanců (z toho 558 řidičů), 306 autobusů (z toho 2 elektrobusy) a 30 trolejbusů (z toho jeden historický).
Dle prezentačního letáku provozuje:
- 72 městských a příměstských linek
- Arriva express linku Teplice–Praha s pěti komfortně vybavenými autobusy
- zájezdovou dopravu pouze na území Prahy
- smluvní dopravu OC Olympia Teplice, BBC (BB Centrum Michle), Penam
- dvě linky cyklobusů z Teplic do Krušných hor: 484 na Fojtovice a 493 na Dolní Moldavu
- historický trolejbus
- 1 autobus Karosa B 952 a 1 osobní vůz autoškoly